# پائولا مارسلا مورنو زاپاتا
پائولا مارسلا مورنو زاپاتا (انگلیسی: Paula Marcela Moreno Zapata؛ زادهٔ ۱۱ نوامبر ۱۹۷۸) سیاست‌مدار اهل کلمبیا است.
وی همچنین برندهٔ جوایزی همچون ۱۰۰ زن بی‌بی‌سی شده‌است.